# Сазиков (ювелирная фирма)
«Сазиковъ» — ювелирная фирма, основанная в 1793 г. в Москве, получившая известность благодаря изготовлению ювелирных изделий из золота, серебра и драгоценных камней. Обладатель различных наград международных и российских выставок. Была удостоена звания "Придворный фабрикант серебряных изделий", аналог Поставщик Двора Его Императорского Величества. Одна из первых российских ювелирных фирм, начавших изготовление предметов в русском стиле. Также фирма известна скульптурными изображениями из серебра.

## История
В 1793 году в Москве уроженцем села Вохна, крестьянином Федором Ермолаевичем Сазиковым и его сыном Павлом Федоровичем (умер в 1830 г) была основана ювелирная мастерская. Отец и сын прибыли в Москву и записались в купечество в 1796 году и стали производить серебряные изделия как церковного, так и светского назначения. Самый ранний документ, точно характеризующий род деятельности Сазиковых, относится к 1804 году и свидетельствует о том, что они изготовляли и продавали серебряные изделия. Право "именоваться фамилиею Сазиков" официально получили от Московского магистрата в 1811 году.  
В 1812 году на базе мастерской была открыта фабрика и магазин фирмы. Игнатий Сазиков (годы жизни 1796-1868), сын Павла Федоровича, обучался ювелирному мастерству за границей, где изучал технологии производства ювелирных изделий.
В 1836 году Департамент мануфактур и внутренней торговли вынес решение о придании производству Сазиковых статуса фабрики.
Игнатий Сазиков организовал на фабрике разделение труда, что положительно сказалось на производительности. К тому же, им была организована школа мастеровых на 80 мест.
В 1837 году Игнатий Павлович Сазиков получил право называться Придворным фабрикантом серебряных изделий, аналогом Поставщика Двора.
В 1842 году в Санкт-Петербурге был открыт филиал фирмы.
В 1843 году Сазиков привез из Франции первую в России машину для гильош.
В 1845 году при фабрике была открыта специальная школа на 80 человек для обучения мастеров серебряного и золотого дела.
В 1851 году изделия фирмы были представлены на Всемирной выставке 1851 года (Великая выставка промышленных работ всех народов). Жюри увидели 9 работ на народную тематику: петух, крестьянин с медведем, селянка с бандурой, молочница, охотник. За канделябр, декорированный сюжетами Куликовской битвы, фирма получила золотую медаль. Данное произведение — редкий пример вещей фабрики, авторство которого документально установлено. Его создали скульпторы И. Витали и П. Клодт при участии Ф. Солнцева, следившего за исторической достоверностью деталей. А на выставке 1867 г. в Париже, И. П. Сазиков первым из русских ювелиров был награжден орденом Почетного легиона.
В 1868 году, после смерти Игнатия Сазикова, дело перешло к его сыновьям. Сергей и Павел получили московский филиал, Валентин — петербургский.
В 1880-е годы магазин в Санкт-Петербурге размещался на Большой Морской, 29.
В 1881 году московская фабрика обработала 58 пудов серебра на 127 тысяч рублей, Санкт-Петербургская — 67 пудов серебра на 39 тысяч рублей. В Москве трудилось 46 рабочих, в Петербурге — 74.
В 1887 году магазины и фабрики перешли фирме Хлебникова.

## Известные работы, стиль и клейма

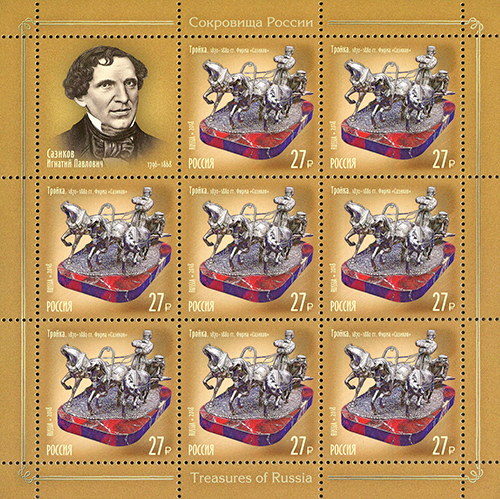
Лист «Тройка. 1870—1880 гг. Фирма «Сазиков». Игнатий Павлович Сазиков (1793—1868)».

Фирма Сазикова считается основоположником русского стиля в ювелирном искусстве. Ассортимент Сазикова включал предметы, стилизованные под лапти, корзинки, деревенские домики, утварь.
Для создания многих сложных работ привлекались художники высокого уровня: Клодт, Витали, Солнцев, Лансере.
К свадьбе Великого князя Константина Николаевича Сазиков изготовил из серебра сервиз с византийскими орнаментами по эскизам Федора Солнцева.
В фильме «Сибирский цирюльник» Александр III приветствует на Красной площади полки с кубком работы Сазикова. Для того, чтобы снять в фильме подлинный предмет, были получены особые разрешения.
В Государственном историческом музее хранятся чайные приборы с литыми головками, ложки, солонки, кружка, несессер и другие утилитарные предметы.
Изделия фирмы Сазикова известны с клеймами «ПС», «ИС», «И.С», «САС», «САЗИКОВЪ», «П. САЗИКОВЪ», «САЗИКОВА».

## Награды
- Всемирная выставка в Лондоне в 1851 году — Гран-при
- Всемирная выставка в Париже в 1867 году — Большая золотая медаль[7]
- Всемирная выставка в Париже в 1867 году — И. П. Сазикову вручен Орден Почетного Легиона[8]
- Всероссийская художественно-промышленная выставка 1882 года — государственный герб (высшая награда)

## Память
- В честь ювелирной фирмы Сазикова Банк России в 2016 году выпустил три памятные монеты из серебра 925 пробы общим весом 169 граммов. Авторы аверса — художник Е. В. Крамская и скульптор А. А. Долгополова, реверса — художник А. А. Брынза и скульптор А. В. Гнидин. Тиражи были отчеканены на Санкт-Петербургском монетном дворе и составили: 3 рубля — 3000 экземпляров, 25 рублей — 850 экземпляров и 25 рублей (в специальном исполнении) — 150 экземпляров [9].
- В 2014 году в Гохране прошла выставка «Великие мастера XIX столетия. Ювелирный дом Сазиковых и его современники»[10].
- В 2017 году Гознак выпустил серию из 7 настольных медалей, посвященную прославленным российским ювелирам. Одна из медалей посвящена Игнатию Сазикову. На аверсе медали изображена известная скульптурная композиция «Тройка», созданная по модели Е. А. Лансере[11].

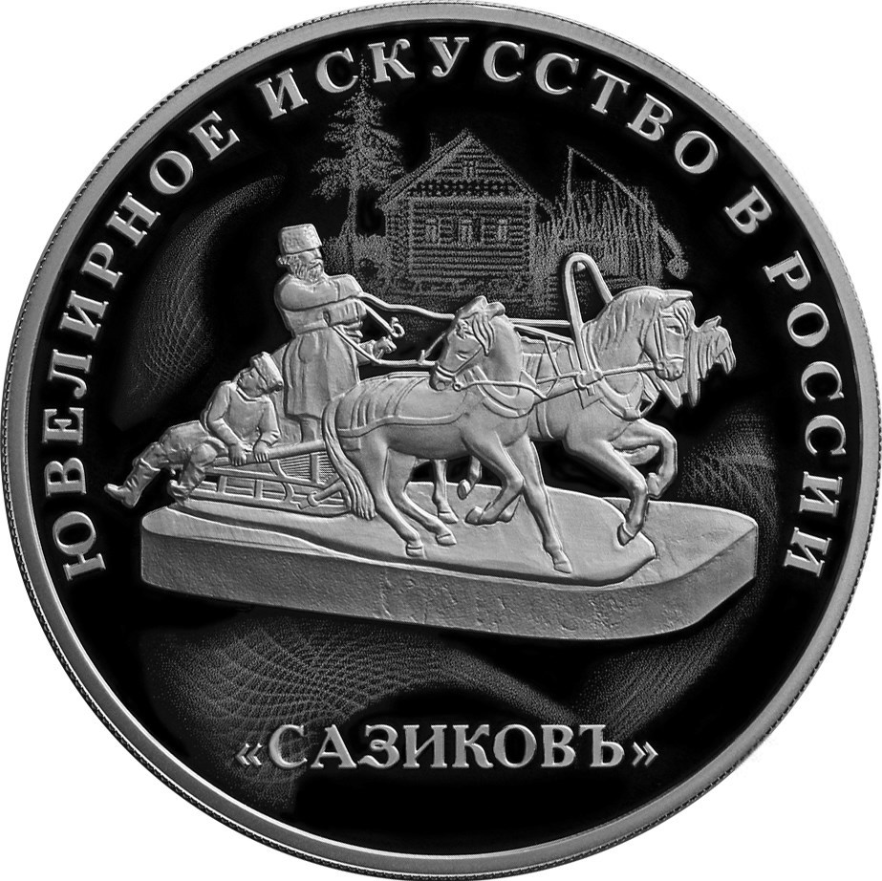
Монета Банка России, 2016 г. — Изделия ювелирной фирмы «Сазиковъ». Серия: Ювелирное искусство в России. 3 рубля и 25 рублей, серебро, реверс, пруф.
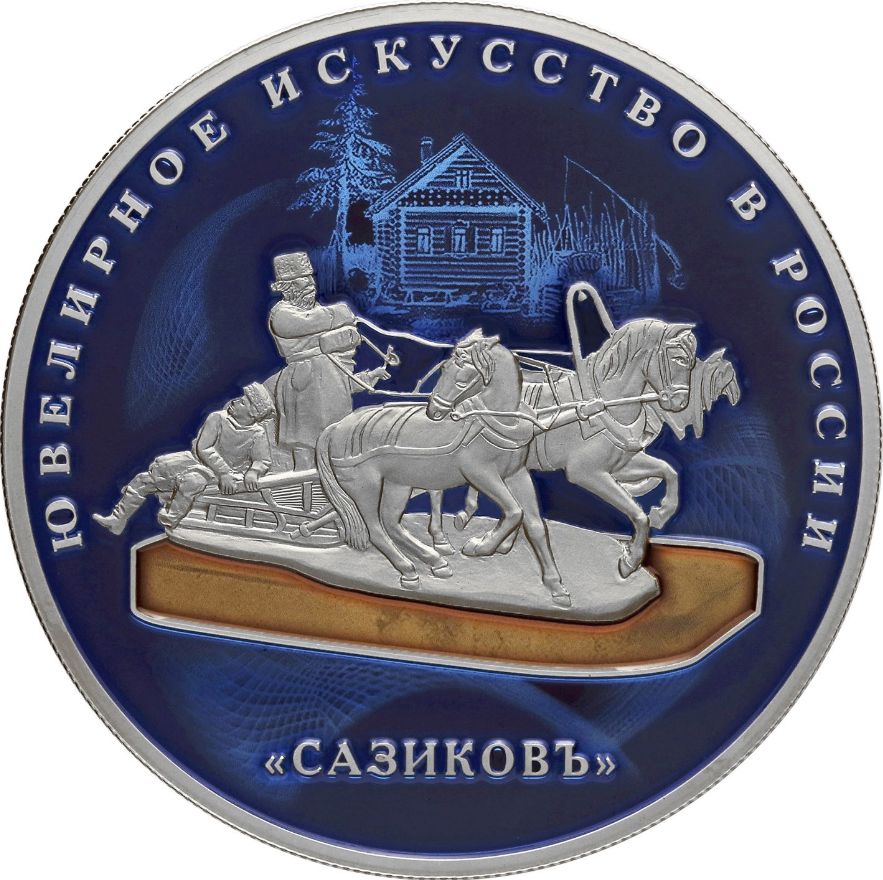
Монета Банка России, 2016 г. — Изделия ювелирной фирмы «Сазиковъ» (в специальном исполнении). Серия: Ювелирное искусство в России. 25 рублей, серебро, реверс.